# Gruna do Brejo
A Gruna do Brejo (antigo Garimpo Verruga - também chamada de Mina do Brejo ou Mina do Brejo-Verruga) é uma gruta artificial localizada na cidade de Andaraí, próxima ao povoado de Igatu, na Chapada Diamantina, região central do estado brasileiro da Bahia.
Foi reestruturada para receber os turistas que visitam Igatu.

## Descrição

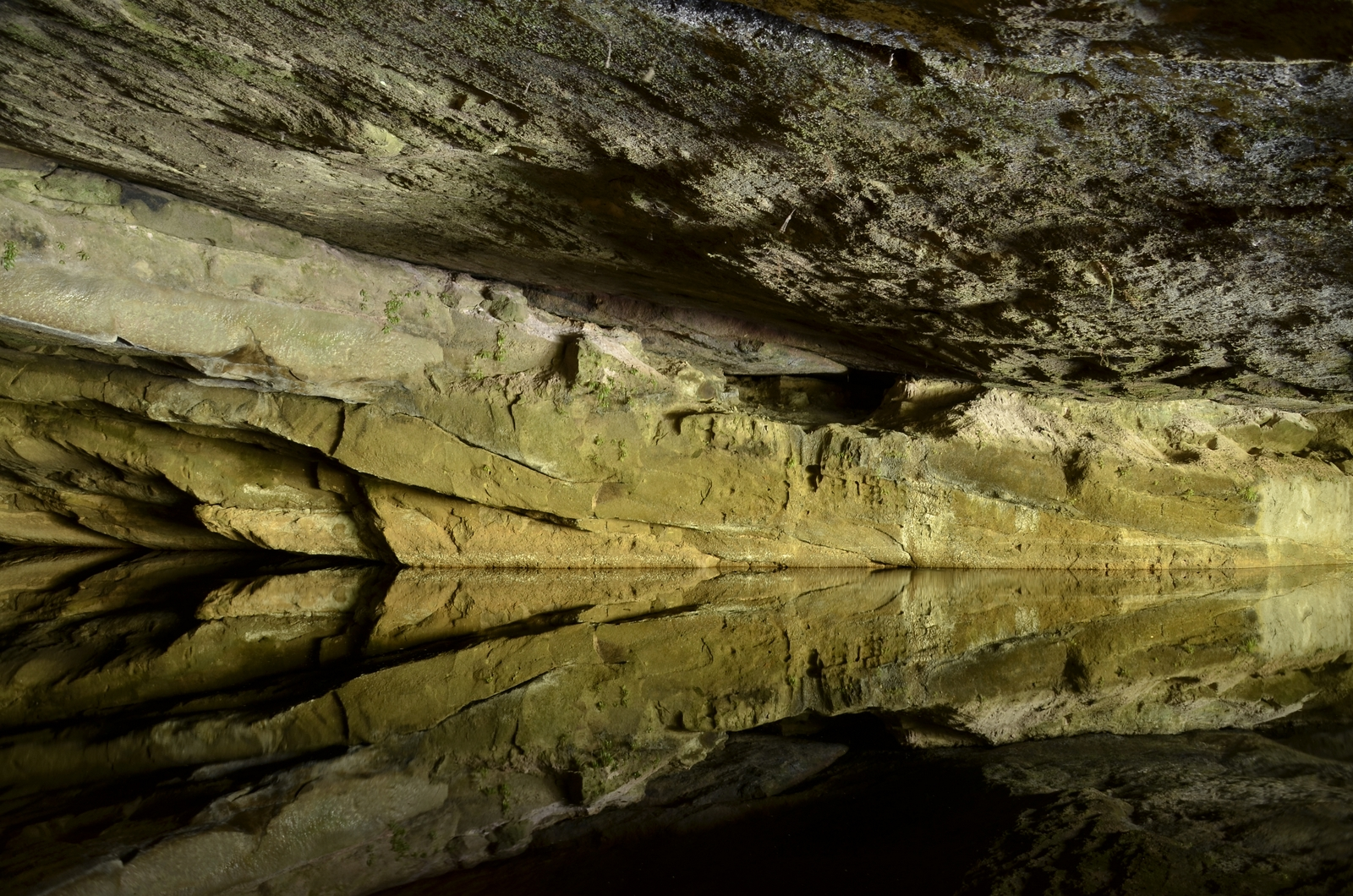
Poço do Brejo, na mina.

O local é parte integrante do roteiro turístico das ruínas de Igatu, sendo composto por um antigo garimpo de diamantes onde supostamente muitos "gruneiros" perderam a vida na busca da pedra preciosa; ali vários bonecos esculpidos lembram esses aventureiros mortos. Na sua entrada existe um "poço" (piscina natural).
Em 2008 ali foram feitos os registros da existência de dois novos espécimes de opiliões, ambos com caracteres parcialmente troglóbios, tais como a perda de pigmentação e prolongamento dos apêndices.